# Iodur d'hidrogen
El iodur d'hidrogen és un compost diatòmic que és un gas incolor a condicions normals. Les solucions aquoses de HI són l'àcid iodhídric, que és un àcid molt fort (desprotona totalment). HI s'utilitza tant en síntesis orgàniques com en inorgàniques com font d'obtenció de I₂ i com a reductor fort.